# Weekendavisen
Weekendavisen (wat in het Nederlands 'Weekendkrant' betekent) is een Deens weekblad dat op vrijdag in Denemarken verschijnt. De oplage anno 2007 bedroeg ongeveer 60.000 exemplaren, waarvan ongeveer tien procent bestaat uit abonnementen buiten Denemarken. Volgens opiniepeilingen ligt het werkelijke aantal lezers echter veel hoger, rond de 290.000 in 2007.

## Geschiedenis
Tot 1971 bezorgde de Deense postdienst twee keer per dag post, 's ochtends en 's middags. Toen de postbezorging in de middag werd stopgezet, moest Berlingske Aftenavis (Berlingske Avondkrant), de avonduitgave van het dagblad Berlingske Tidende, stoppen met verschijnen en werd Weekendavisen als vervanging opgericht, dat de eerste jaren bekendstond als Weekendavisen Berlingske Aften. De eigenaar en uitgever van de krant is Berlingske Officin. 
Het logo van Weekendavisen bevat het originele wapen van Berlingske Tidende, inclusief de woorden "ANNO 1749". De telling van de oplage begint in dat jaar en niet in 1971, omdat de uitgevers en redacteuren het beschouwen als een voortzetting van het originele Berlingske Tidende .

## Kenmerken
Weekendavisen is een intellectuele krant met diepgaande analyses van de maatschappij en politiek, maar ook uitgebreid aandacht voor literatuur en beeldende kunst. Het weekblad behandelt onderwerpen van nationaal en internationaal belang, en niet zozeer lokale onderwerpen. De Europese persgroep Eurotopics beschrijft de krant als liberaal. Volgens de Deense blog blogguide.dk staat Weekendavisen "bekend om haar onafhankelijke en kritische berichtgeving over politieke kwesties."
Weekendavisen is elke week verdeeld in vier secties: Maatschappij, Cultuur, Boeken en Ideeën. Hierin worden nieuws en artikelen over wetenschap behandeld.

## Prijzen
Weekendavisen reikt jaarlijks de Weekendavisen Boekenprijs uit. De genomineerden worden geselecteerd door de literaire critici van de krant en de uiteindelijke winnaar wordt gekozen door de lezers.

## Hoofdredacteuren
- 1950-1973: Otto Fog-Petersen
- 1973-1978: Henning Fonsmark
- 1978-1984: Frank Esmann
- 1984-1987: Jørgen Schleimann
- 1987-1992: Tøger Zijdepad
- 1992-1998: Peter Wivel
- 1998-2017: Anne Knudsen
- 2017-: Martin Krasnik